# Museo Bossuet
El museo Bossuet (en francés: musée Bossuet) es el museo de arte e historia de la ciudad de Meaux. Situado en el antiguo palacio episcopal, lleva el nombre del ilustre orador y teólogo Jacques-Bénigne Bossuet, obispo de Meaux desde 1681 a 1704.

## Edificios

### El palacio épiscopal
Construido en el siglo XII (hacia 1160) y reacondicionado en el siglo XVIII, el palacio episcopal es hoy, a nivel arquitectónico, una mezcla entre el arte medieval y el Renacimiento. El logro más interesante del siglo XVIII es la fachada sur del palacio, en ladrillo y piedra, y dotado de grandes ventanas con cruceros. La fachada norte también es representativa del estilo Grand Siècle. Las salas bajas del palacio son las más antiguas y datan de la segunda mitad del siglo XII. Las capillas bajas y altas también datan de este período, pero fueron ampliadas y rediseñadas en el siglo XV.

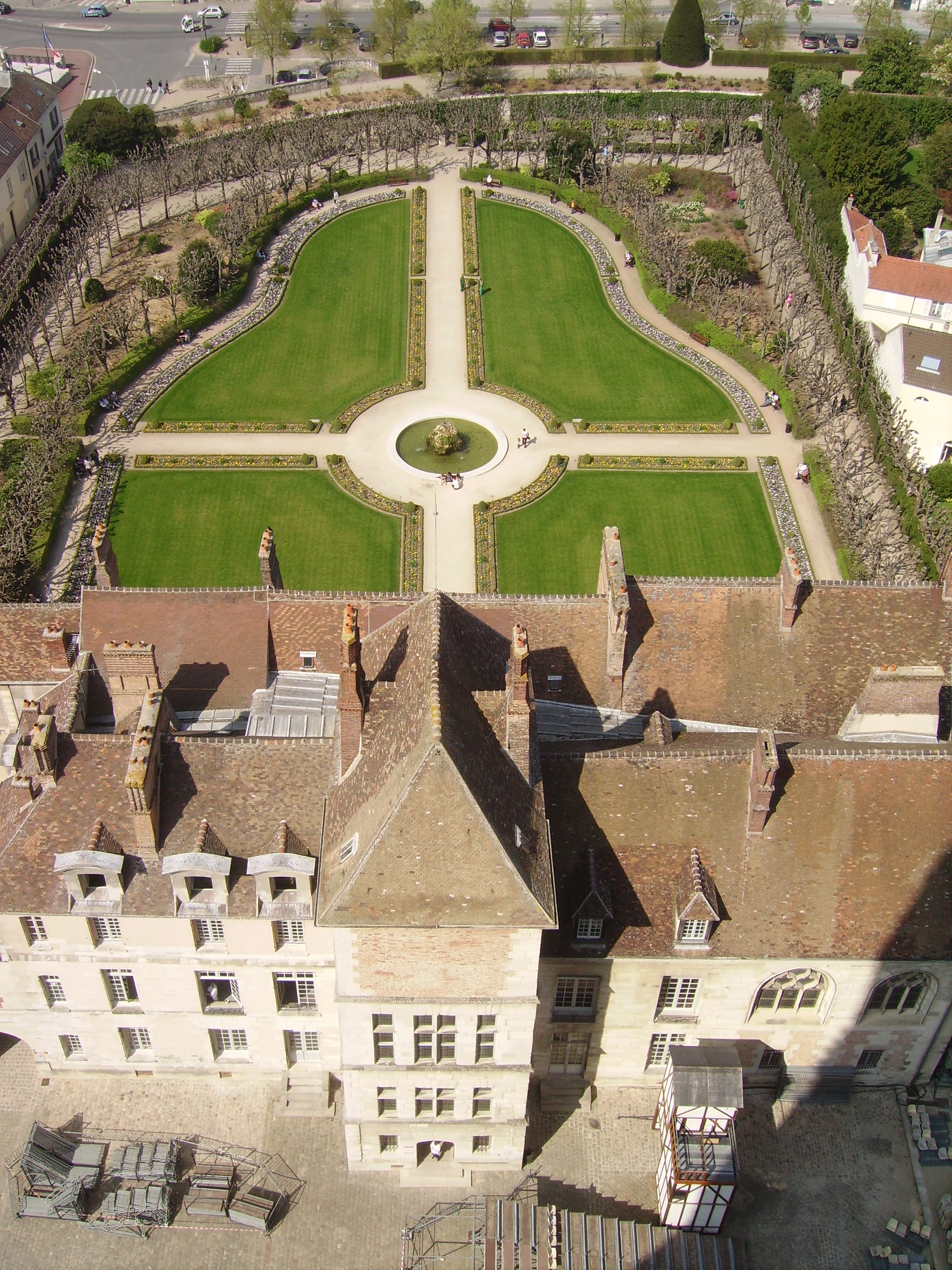
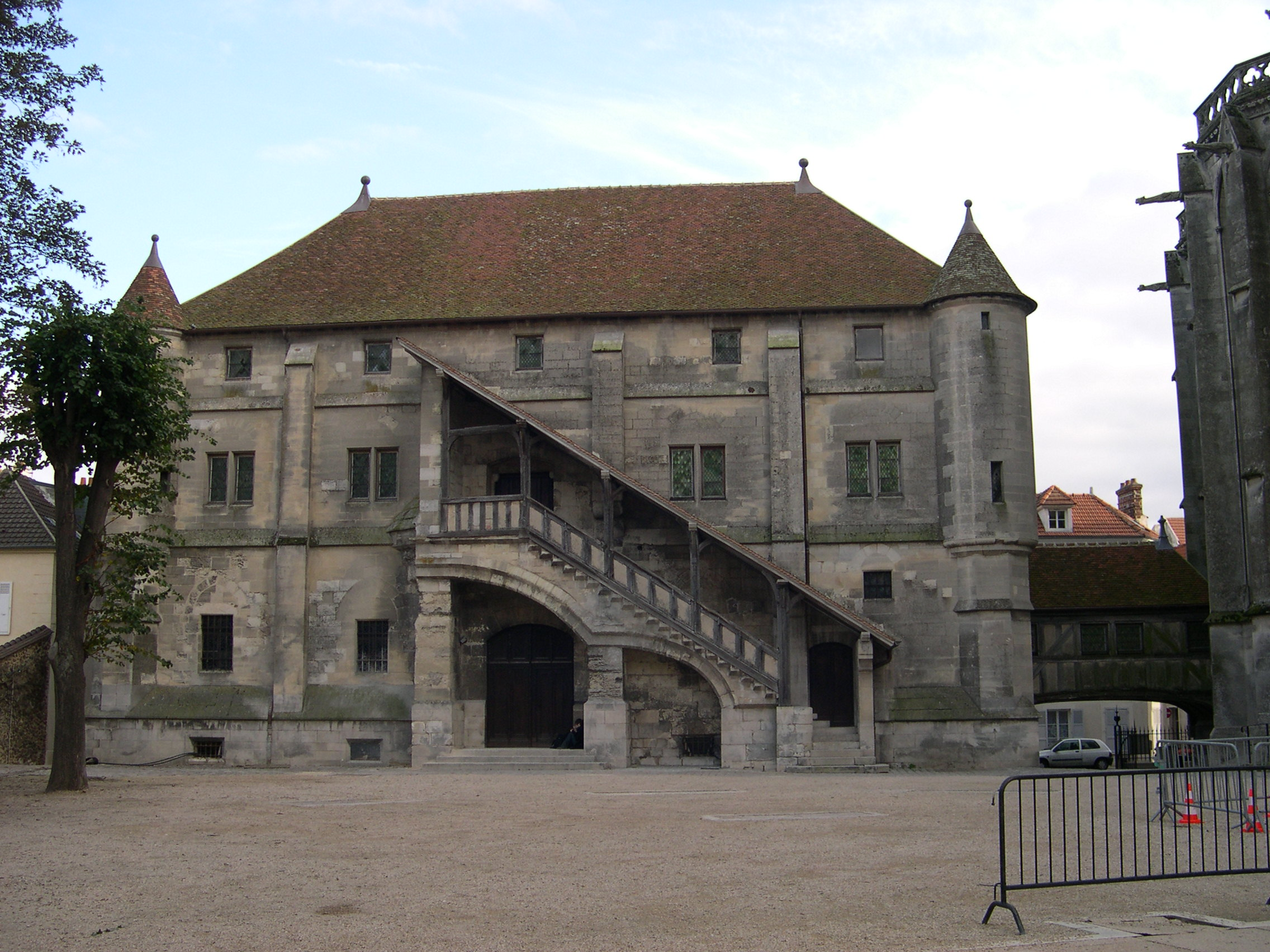
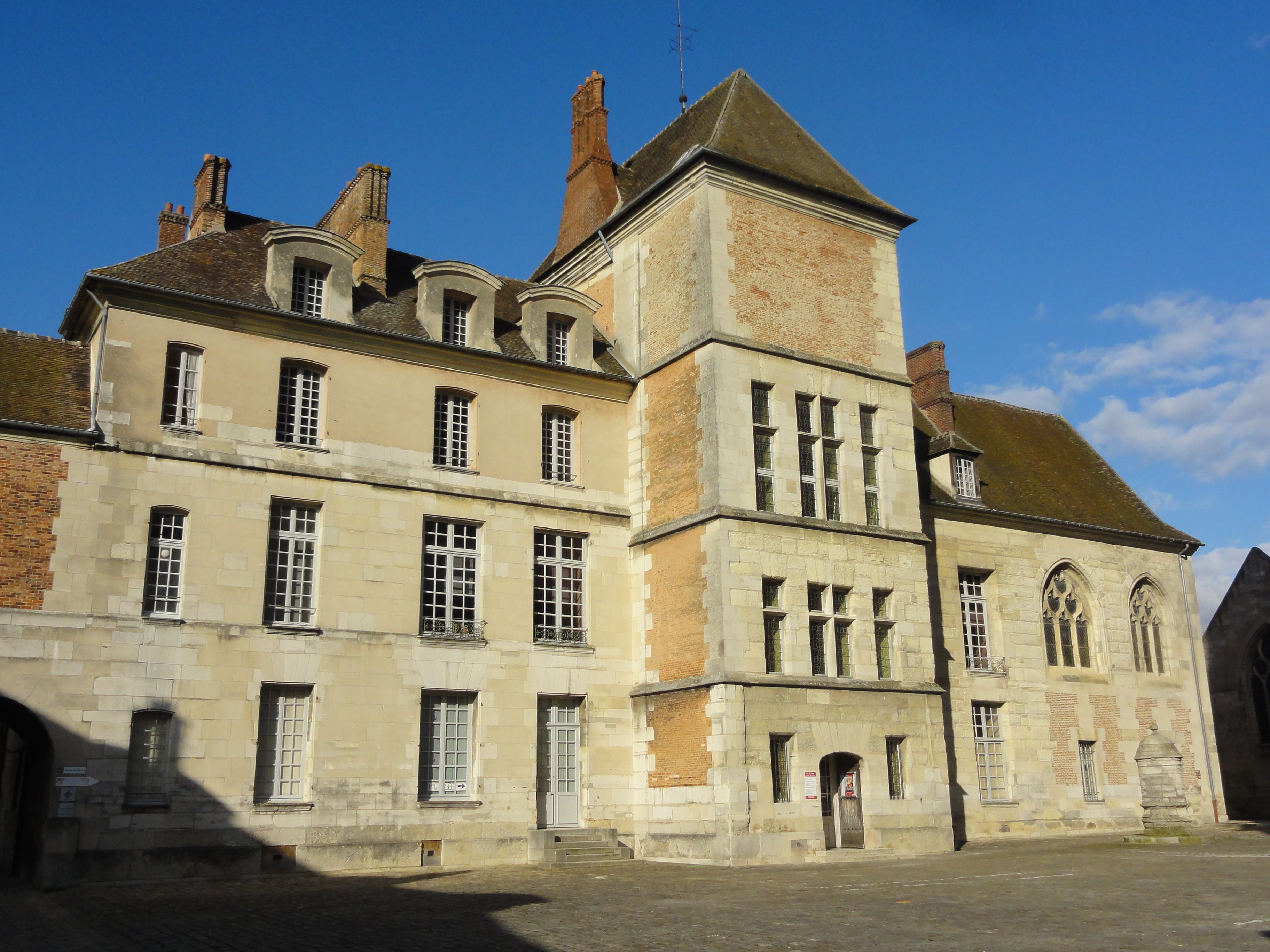
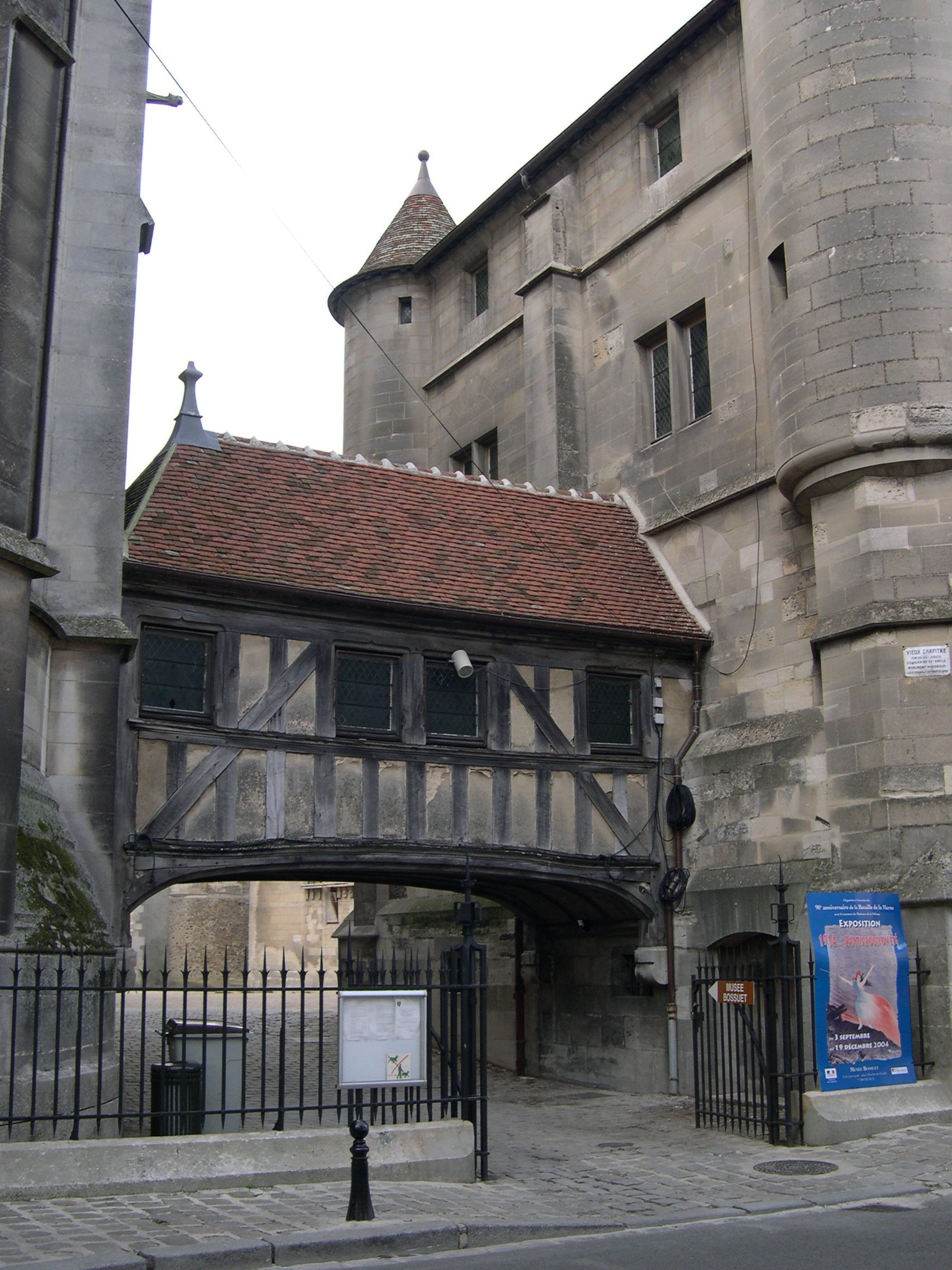
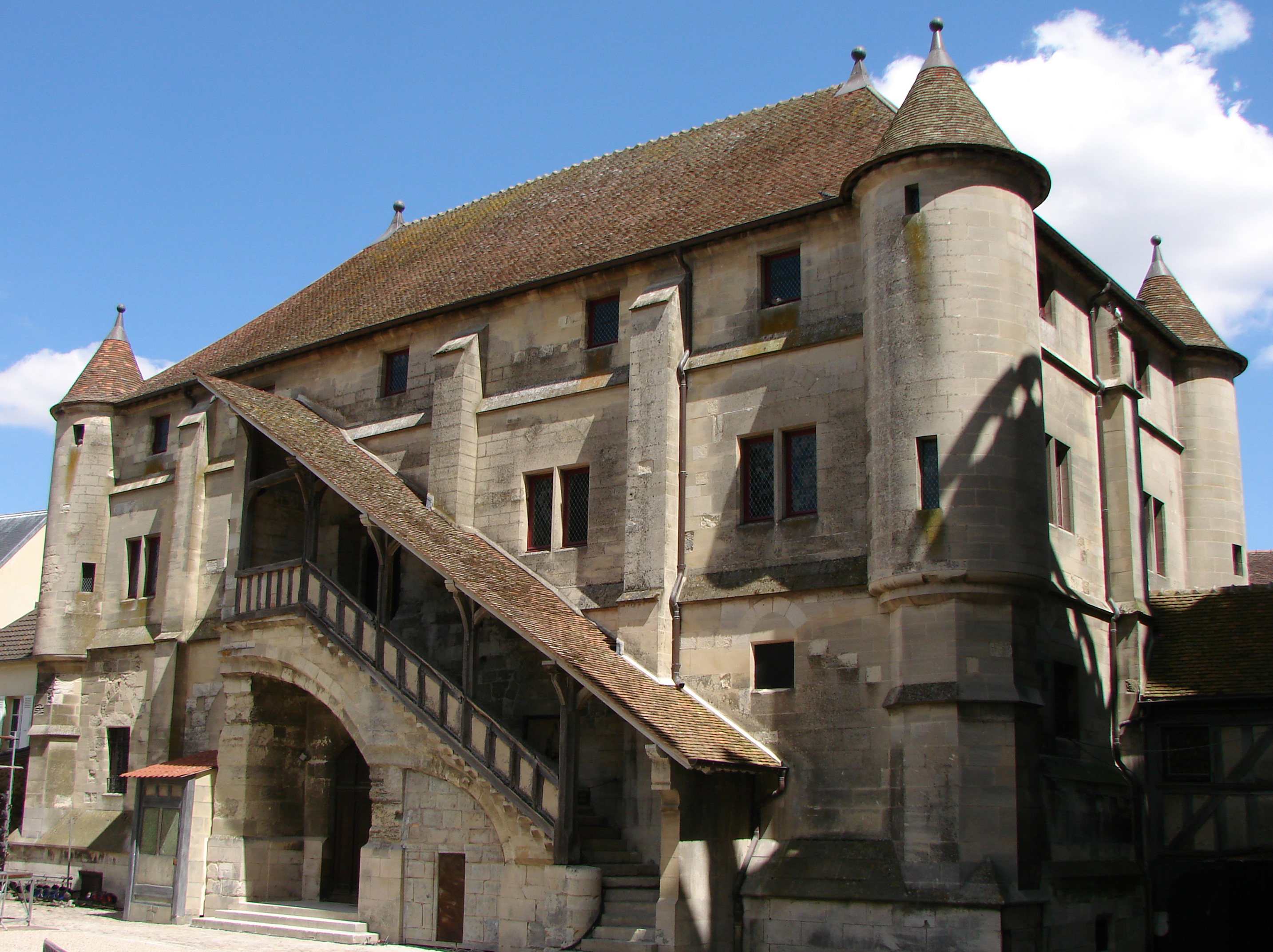

### Jardín
El jardín Bossuet linda con el palacio episcopal. Es un jardín de estilo francés en forma de mitra episcopal creado en el siglo XVII, bajo el episcopado de Dominique Séguier. Tomó el nombre del gran prelado en 1911, cuando se abrió al público como jardín municipal. Al atraversrlo, se accede al gabinete de trabajo de Jacques-Bénigne Bossuet. Sin embargo, este gabinete  no es accesible al público.

## Colecciones

### Pinturas y esculturas

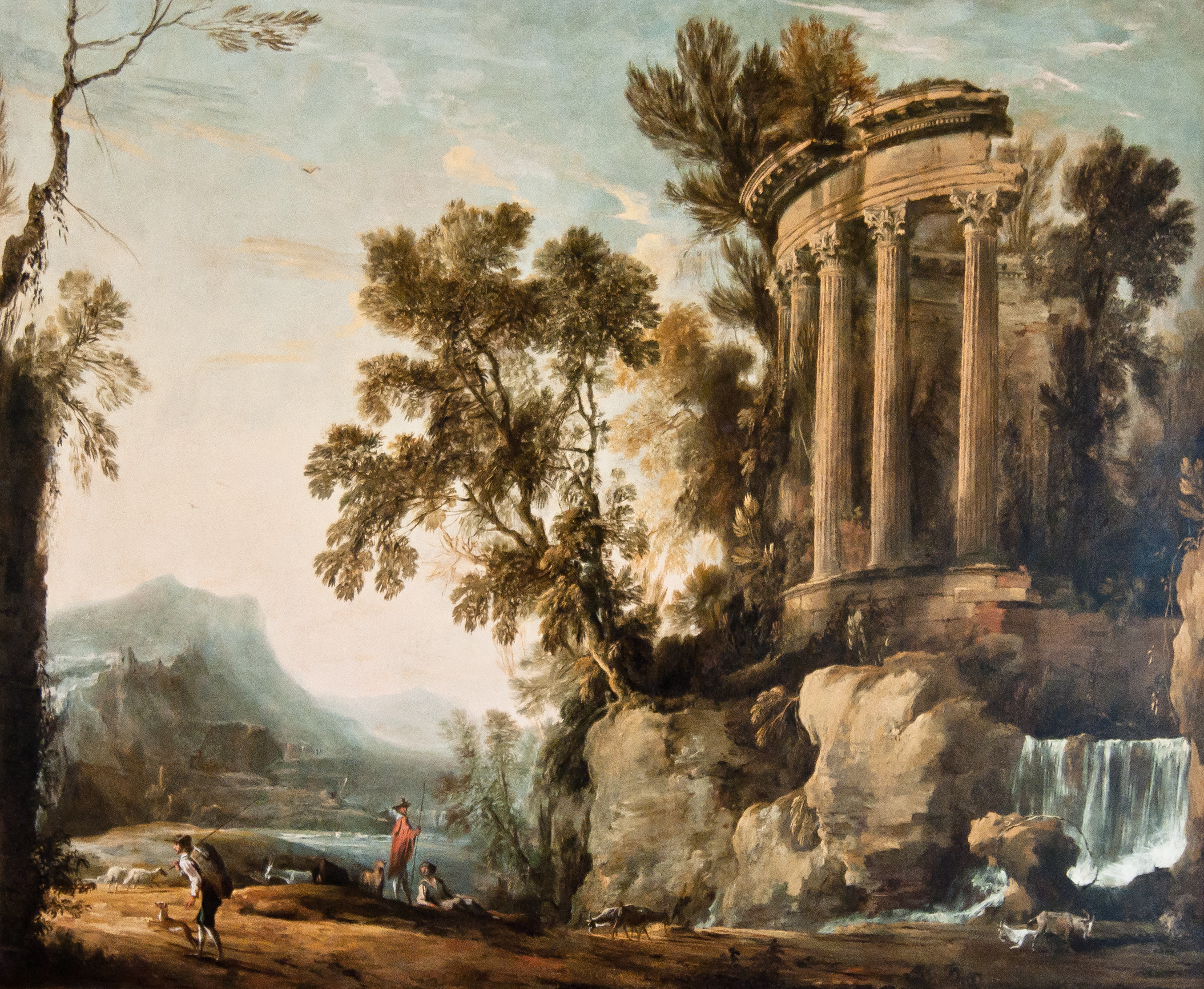
Henri Mauperché: Paysage avec le temple de la Sybille

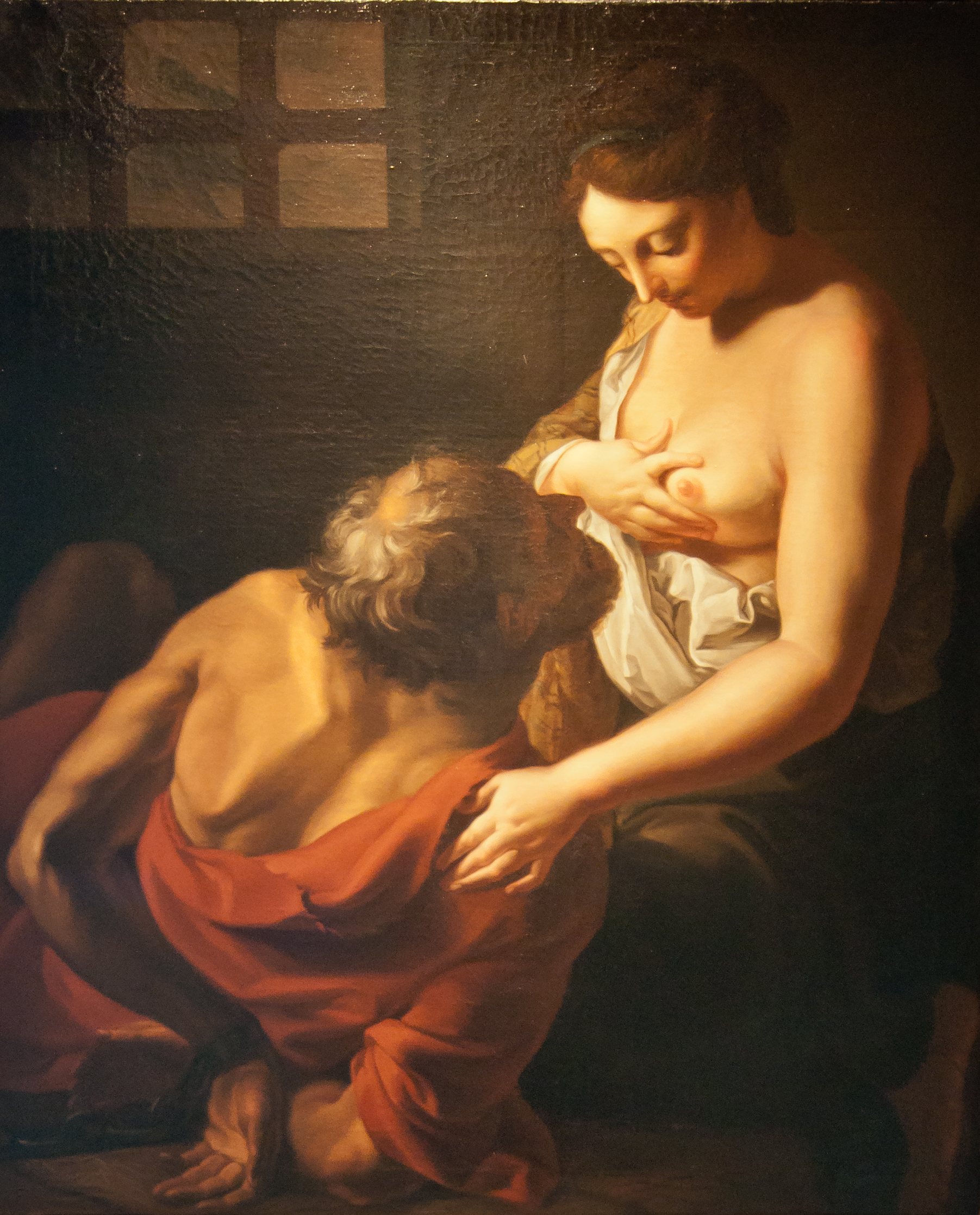
Antoine Rivalz: La Charité

El palacio episcopal alberga colecciones de pintura y escultura, así como objetos relacionados con la historia local. Las colecciones han crecido gracias al legado del químico y coleccionista Henri Moissan en 1914 y, más recientemente, gracias a la donación del neurobiólogo Jean-Pierre Changeux, que ha enriquecido el museo con una cuarenta obras de las que las últimas han entrado en las colecciones en 2006. Diferentes escuelas de pintura se exhiben allí desde el siglo XVI hasta el siglo XX.
- De los siglos XVI y XVII, muy bien representados, los lienzos de inspiración religiosa de  Frans Floris o Bon Boullogne, así como las obras de Giovanni Francesco Penni, del Cavalier d'Arpin, del Dominiquin, Claude Deruet, Claude Vignon, Jean Tassel, Jacques Blanchard, de los hermanos Le Nain (L'Adoration des Mages), Henri Mauperché, Sébastien Bourdon (Saint Martin ressuscitant un jeune homme y Laban cherchant ses idoles), Noël Coypel, Jacques Courtois (dos escenas de batalla) así como de Charles de La Fosse y Hyacinthe Rigaud.

- Del siglo XVIII destacan las escenas mitológicas del siglo XVIII de François Verdier y François de Troy  y otros lienzos de Antoine Rivalz, Charles Antoine Coypel, François Lemoyne, Jean Restout, Carle van Loo, Jean-Baptiste Marie Pierre, Philippe-Jacques de Loutherbourg, Jacques Gamelin y Jean-Baptiste Regnault.
- Del siglo XIX se encuentra a través de los paisajes de la Escuela de Barbizon y las pinturas de orientalistas que forman un hermoso conjunto.
- Esculturas: desde artistas medievales anónimos a artistas como  Edmé Bouchardon o Louis-Ernest Barrias  del siglo XIX.

Obras expuestas
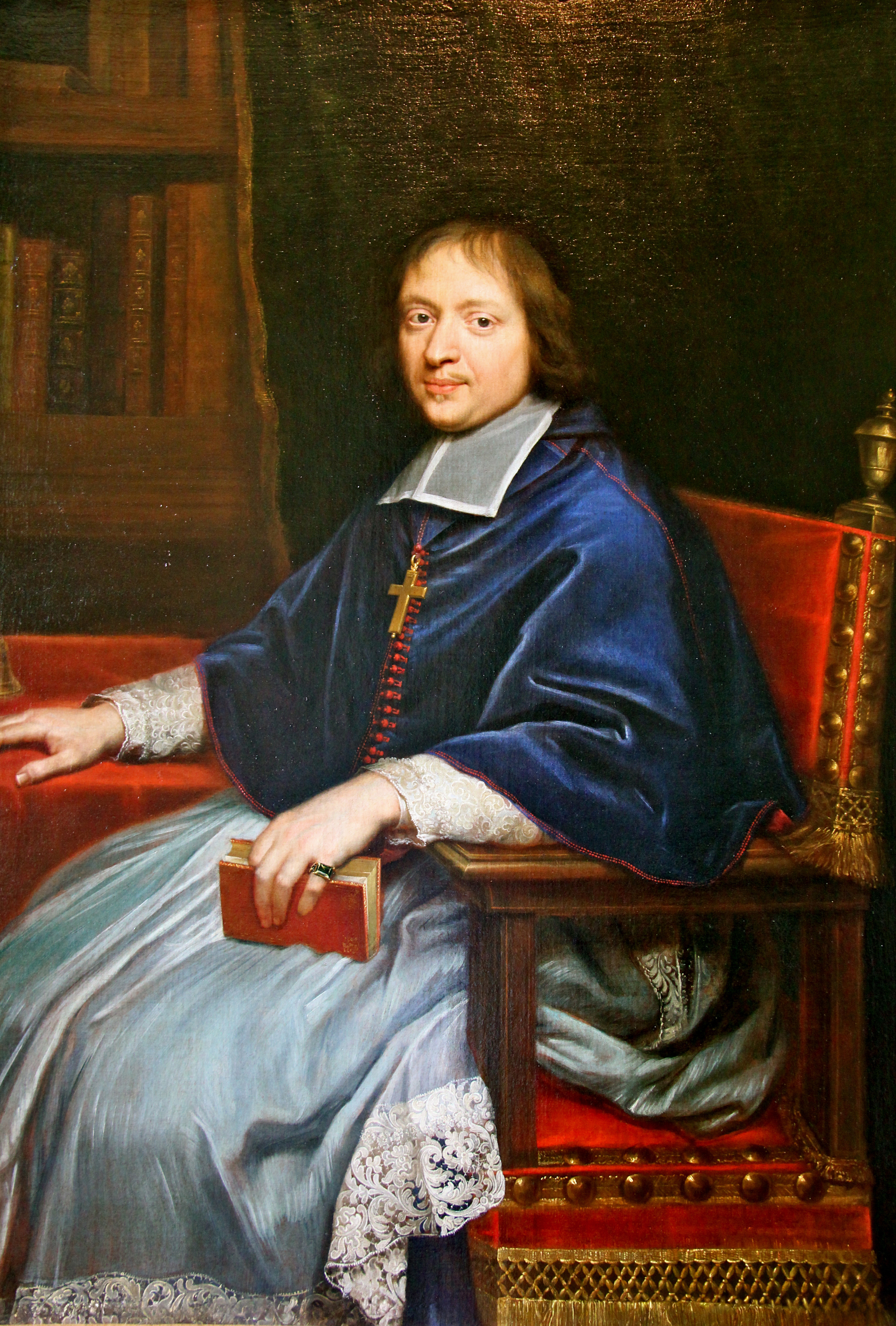
Jacques-Bénigne Bossuet, ca. 1675, de Renaud Camus
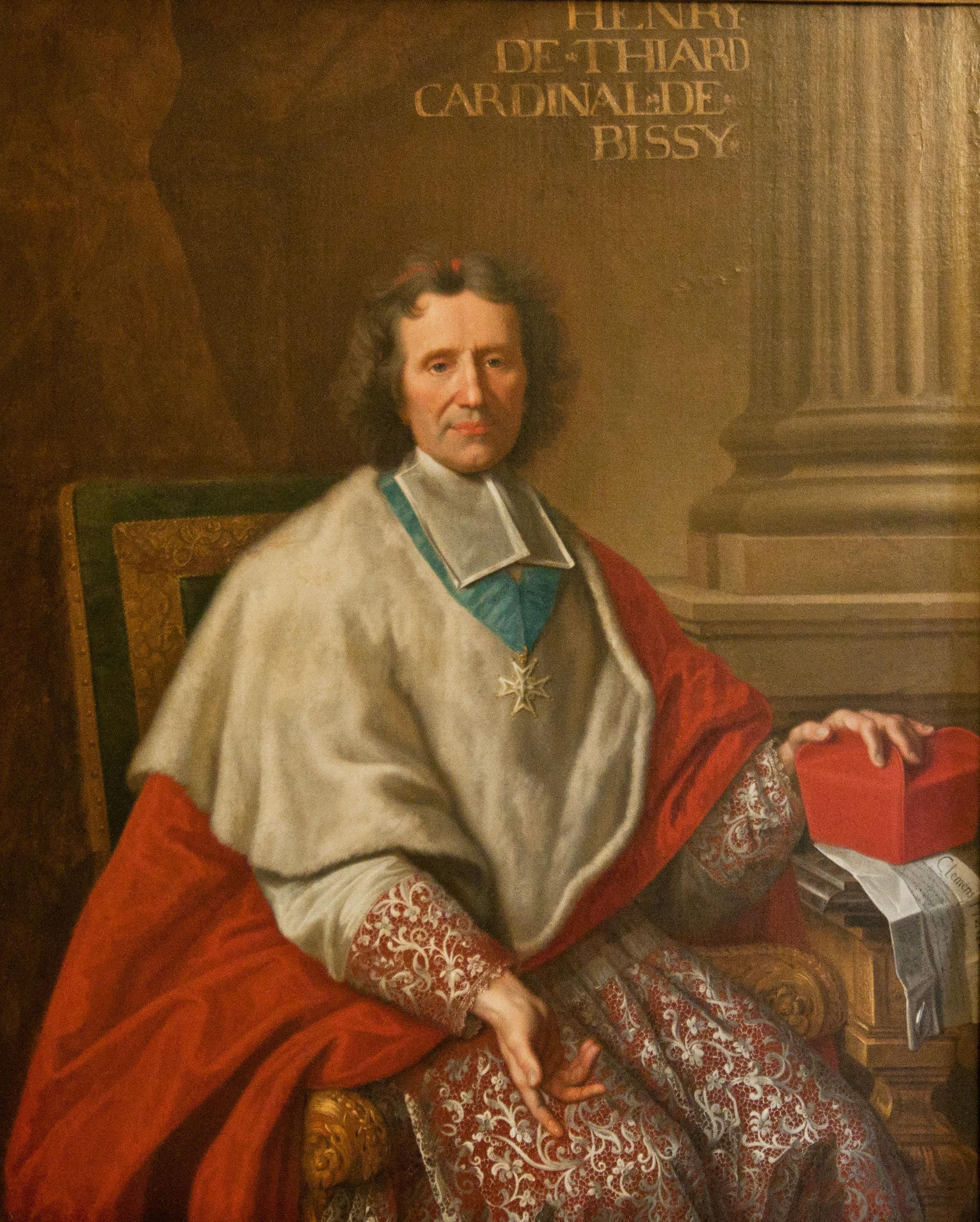
Retrato del cardenal Henri-Pons de Thiard de Bissy (1657-1737). Anónimo
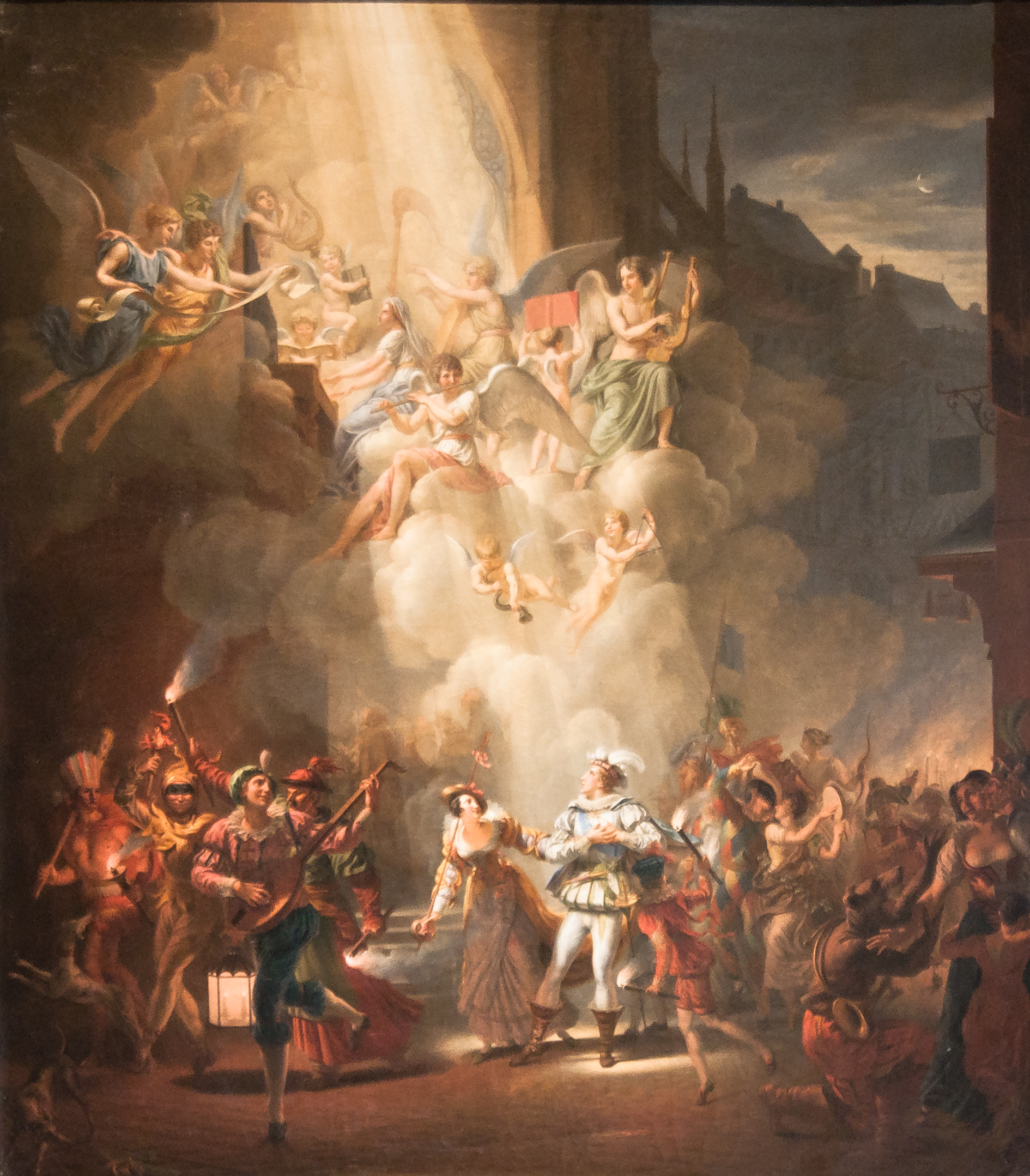
La Conversion de Henri, Duke of Joyeuse . Jean Tardieu, ca. 1819
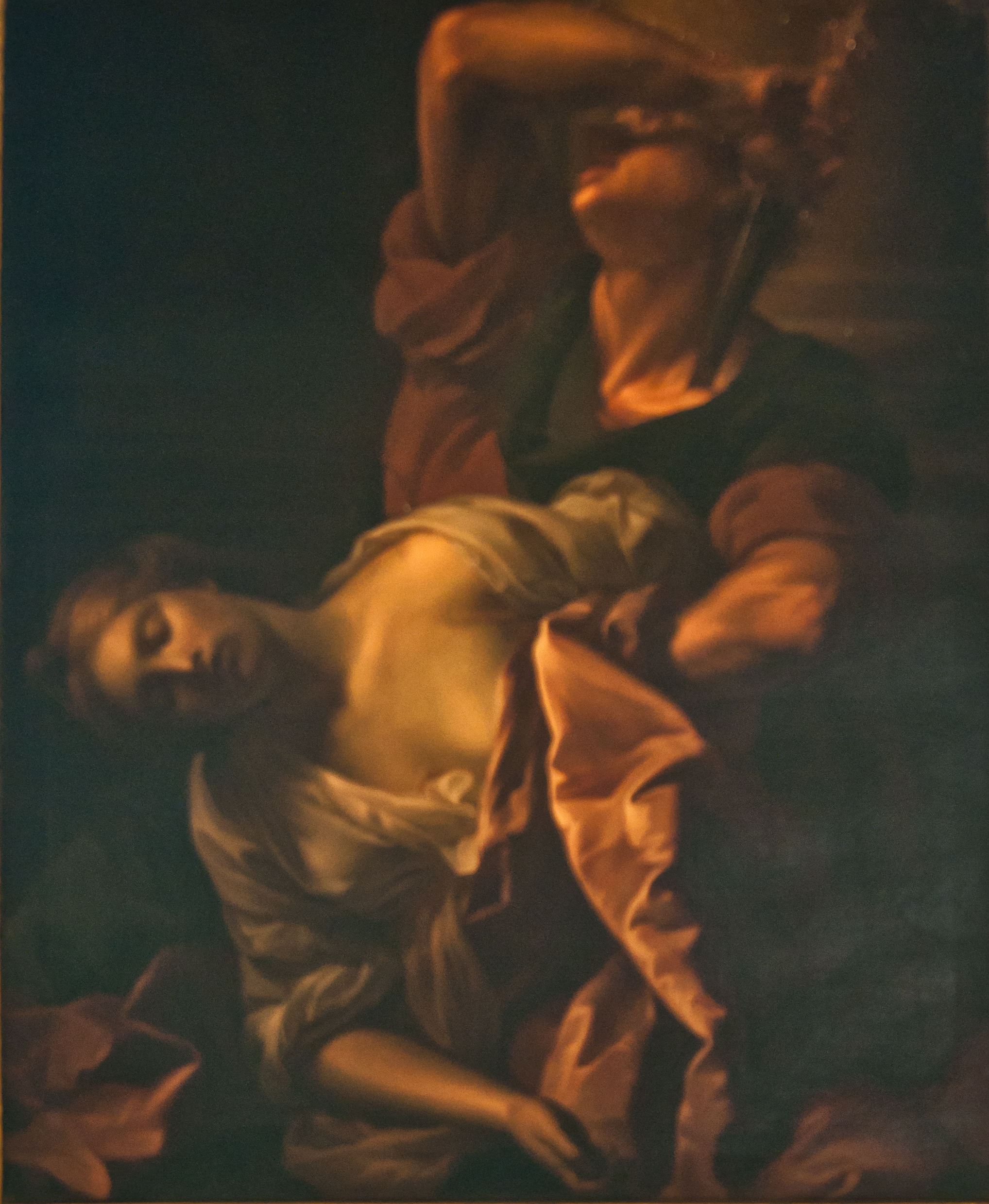
La mort de Paetus, óleo sobre tela, de Antoine Rivalz

### Organización de las salas
- Rampa de acceso: obispos de Meaux. A lo largo de la rampa, muchas pinturas representan a los sucesivos obispos de Meaux .

- Salas 1 y 2: el manierismo

- En Europa: Giuseppe Cesari
- Floris y Senelle : Frans Floris, Jean Senelle

- Salas 3 y 4: la época clásica:

- El preclasicismo
- Le Grand Siècle

- Salas 5 y 6: el siglo XVIII:

- La mitología
- El neoclasicismo

- Sala 7: leos gabinetes Bossuet. El recuerdo de Bossuet obispo de Meaux de 1682 a 1704 es evocado por sus retratos de Hyacinthe Rigaud y después de Pierre Mignard reunidos en su antiguo gabinete de trabajo.
- Salas 8 y 9: el siglo XX:

- El orientalismo y el realismo
- El romanticismo

- Sala 10: L'apothicairerie

Salas interiores
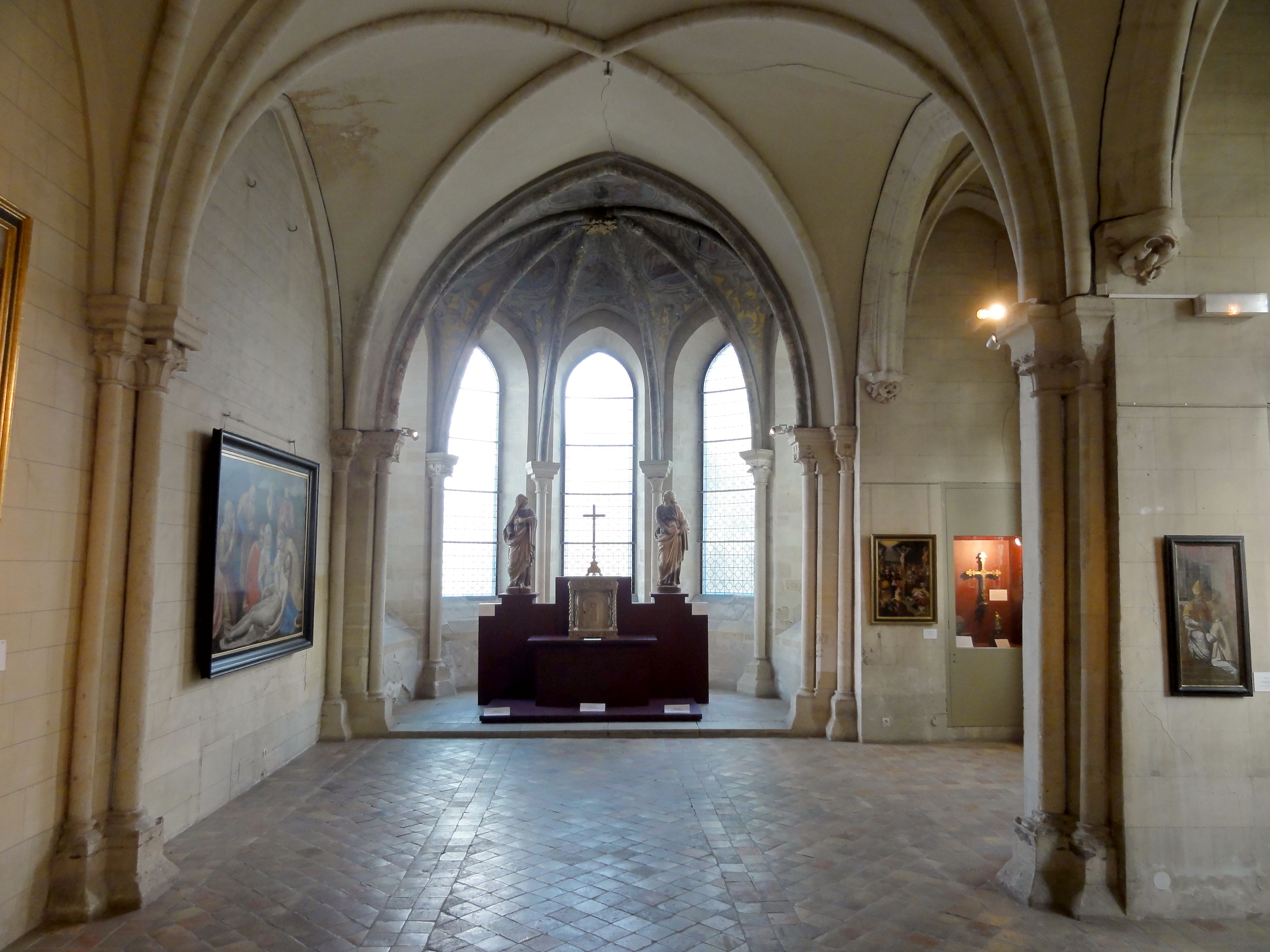
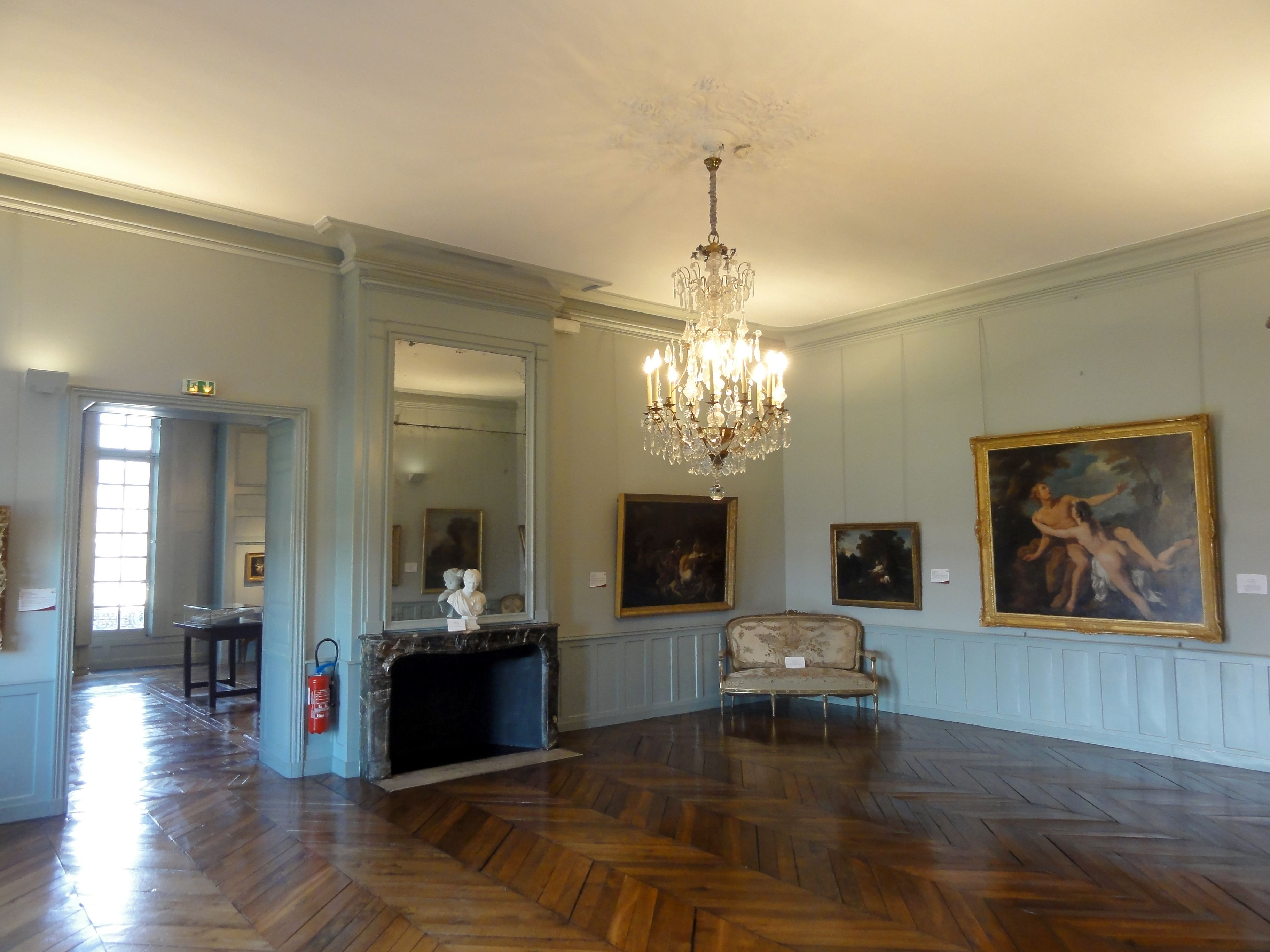
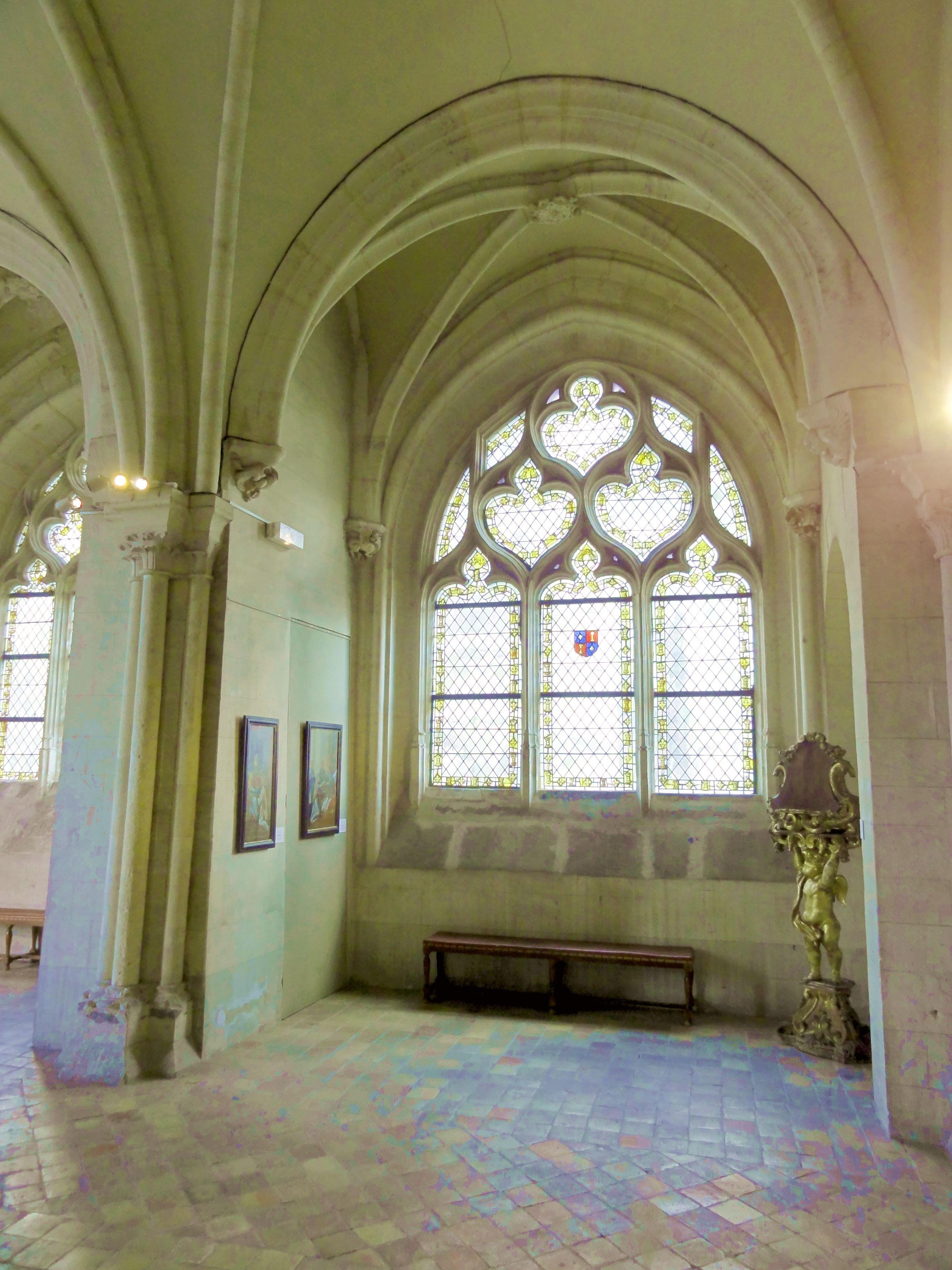
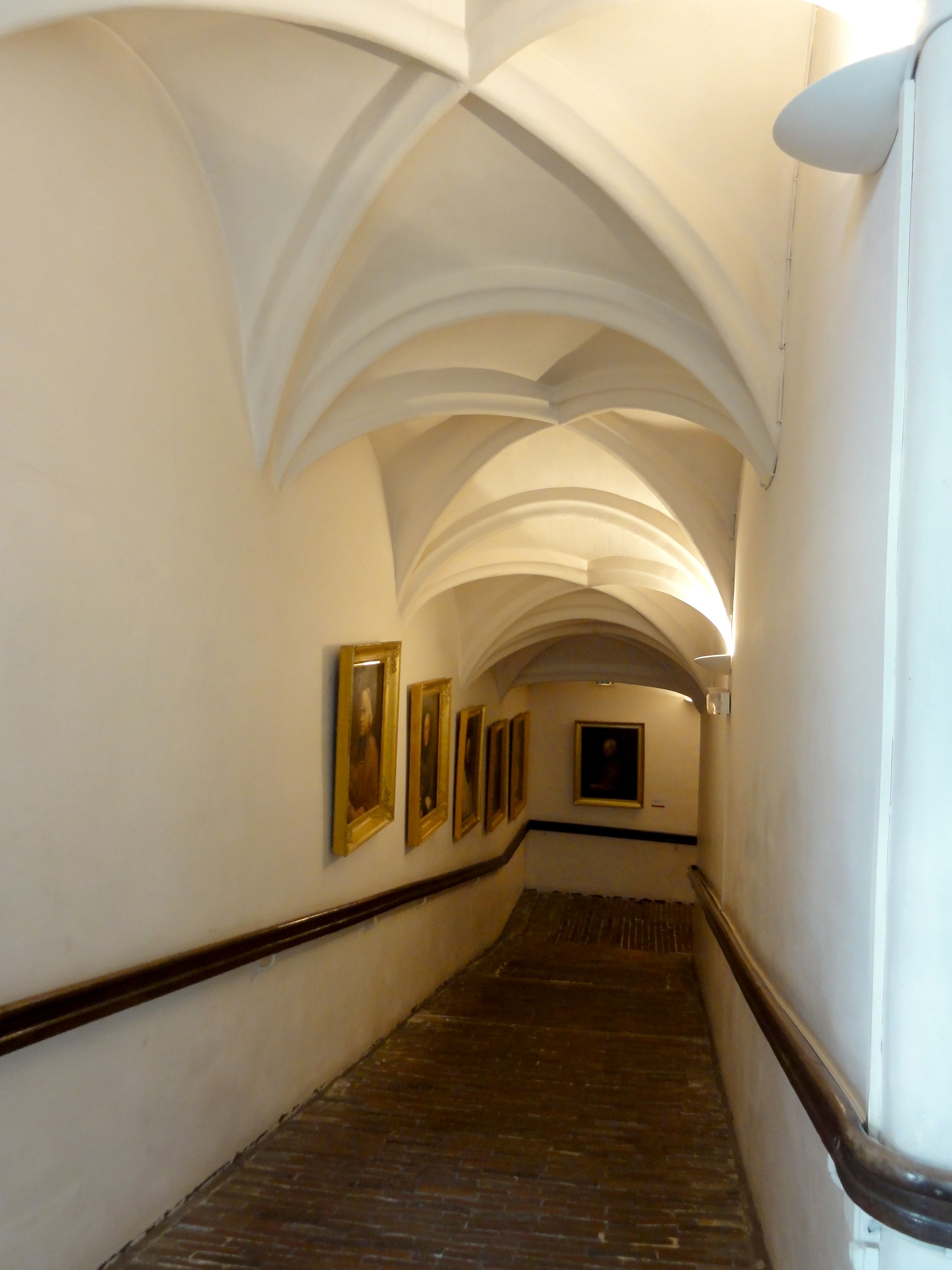